# Mirage Bowl
Le Mirage Bowl était un match annuel de football américain de niveau universitaire organisé par la NCAA. Il s'est joué au Japon à Tokyo de 1977 à 1993. La match était au départ sponsorisé par la société Mitsubishi. Par la suite, le sponsoring est repris par la Coca-Cola Company et l'évènement est renommé le Coca-Cola Classic. Le match étant considéré comme une délocalisation d'un match de saison régulière, il n'est pas reconnu comme un bowl traditionnel se jouant après la saison régulière.

## Les Sponsors
- Mitsubishi (1977-1985)

L'évènement est baptisé Mirage Bowl en référence au modèle de la voiture dénommée Mitsubishi Mirage. C'est la société Chrysler qui importait ces modèles de voiture aux États-Unis.   
- Coca-Cola Company (1986-1993)

La Coca-Cola Company reprend le sponsoring du bowl en 1986 le rebaptisant Coca-Cola Classic. D'autres rencontres sportives dans d'autres disciplines ont également porté ce nom comme en basketball ou en volleyball. La boisson phare de l'entreprise, elle-même, fut rebaptisée « Coca-Cola Classic », à la suite du fiasco de la dénomination « New Coke ».

## Résultats
| Dates            | Vainqueurs      | Scores  | Perdants         | Notes |
| ---------------- | --------------- | ------- | ---------------- | --- |
| 11 décembre 1977 | Grambling State | 35 - 32 | Temple           | QB Doug Williams est élu MVP du match |
| 10 décembre 1978 | Temple          | 28 - 24 | Boston College   | |
| 24 novembre 1979 | Notre Dame      | 40 - 15 | Miami (FL)       | |
| 30 novembre 1980 | UCLA            | 34 - 03 | Oregon State     | |
| 28 novembre 1981 | Air Force       | 21 - 16 | San Diego State  | |
| 27 novembre 1982 | Clemson         | 21 - 17 | Wake Forest      | |
| 26 novembre 1983 | SMU             | 34 - 12 | Houston          | |
| 17 novembre 1984 | Army            | 45 - 31 | Montana          | C'est lors de ce match que le phénomène de la "vague" fera son apparition au Japon (mouvement induit par les spectateurs lorsqu'ils se lèvent et ensuite reprennent leur position assise, créant une "onde" dans les travées du stade)                                               |
| 30 novembre 1985 | USC             | 20 - 06 | Oregon           | |
| 30 novembre 1986 | Stanford        | 29 - 24 | Arizona          | |
| 28 novembre 1987 | California      | 17 - 17 | Washington State | |
| 3 décembre 1988  | Oklahoma State  | 45 - 12 | Texas Tech       | RB Barry Sanders (Oklahoma State) assiste en direct (vers 5 heures du matin) à l'annonce de son titre de gagnant du Heisman Trophée, alors qu'il se trouve dans un studio télévisé de Tokyo. Lors du match, il court pour 300 yards et termine la saison avec 2 628 yards.           |
| 4 décembre 1989  | Syracuse        | 24 - 13 | Louisville       | |
| 2 décembre 1990  | Houston         | 62 - 45 | Arizona State    | Le QB de Houston, David Klingler lancera pour 716 yards contre Arizona State, un record de yards à la passe en un seul match pour une équipe de Div I-A (actuellement FCS) qui tiendra de nombreuses années avant d'être battu en 2004 par le QB Connor Halliday de Washington State |
| 30 novembre 1991 | Clemson         | 33 - 21 | Duke             | |
| 6 décembre 1992  | Nebraska        | 38 - 24 | Kansas State     | Grâce à cette victoire, Nebraska remporte le titre de la Conférence Big Eight (futur Big 12), devançant sur le fil Colorado. |
| 6 décembre 1993  | Wisconsin       | 41 - 20 | Michigan State   | Avec cette victoire, Wisconsin devient co-champion de la Big Ten (avec Ohio State contre qui ils avaient fait match nul en début de saison) et reçoit l'invitation à participer au Rose Bowl de 1994, leur seule participation à ce bowl datant de 1963.                             |